# Джунші

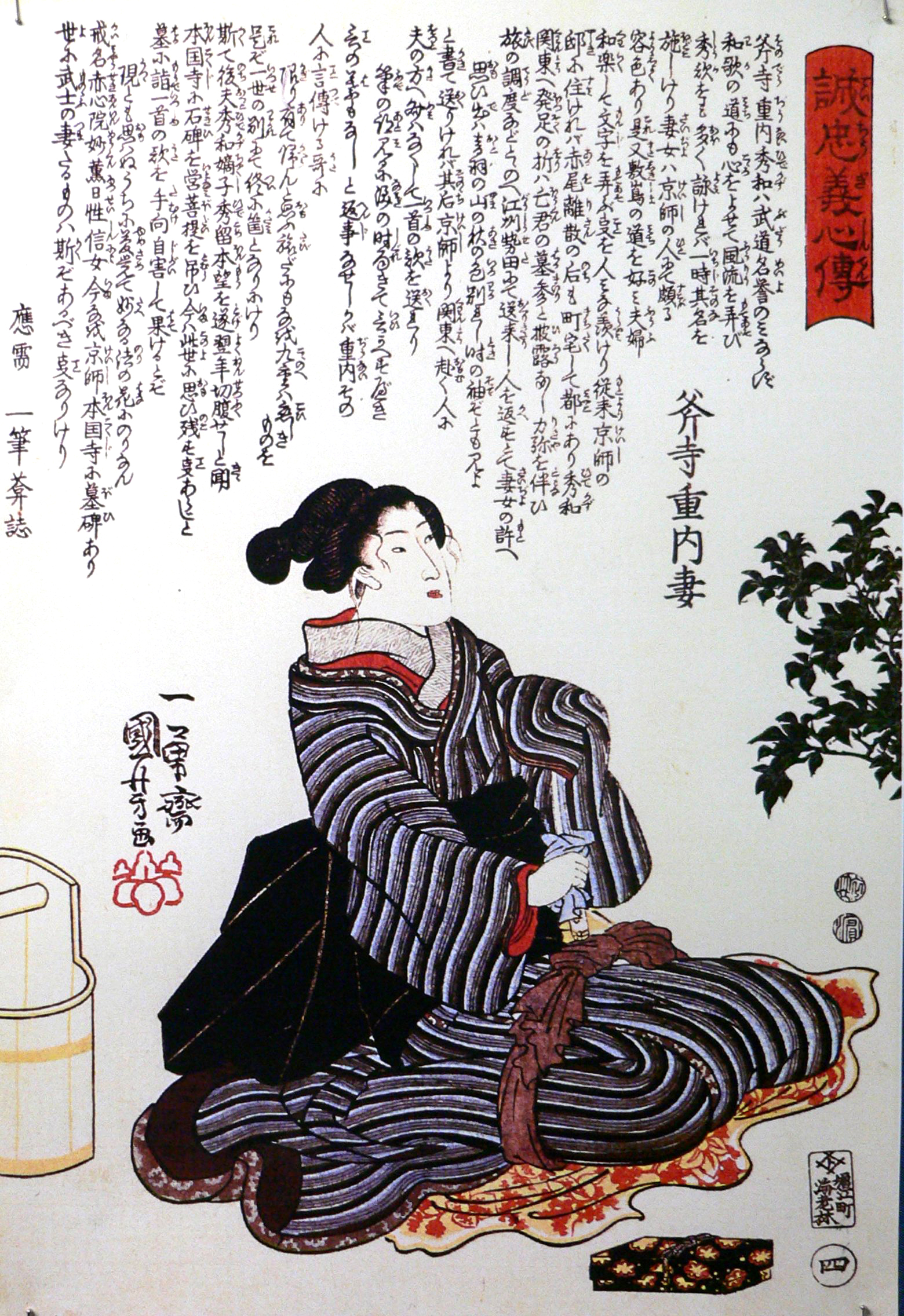
Зображення дружини одного з Ронінів Ако, яка збирається послідувати за своїм загиблим чоловіком

Джунші (яп. 殉死, じゅんし, латиніз.: Junshi) або Оібара (яп. 追腹, じゅんし, латиніз.: Oibara) — це акт ритуального самогубства (самопожертвування), який вчиняли слуги або дружини, щоби супроводжувати свого пана або чоловіка у потойбіччі. Практика поховання людей разом з померлим називається джуншо (яп. 殉葬, じゅんそう, латиніз.: Jun-sō). В одних випадках мученики накладають на себе руки добровільно, а в інших їх змушують це зробити.
Подібні практики здійснювалися в Стародавньому Єгипті, Месопотамії, Стародавньому Китаї, Стародавній Кореї та Японії.

## Контекст
Вперше ця практика описана в китайських хроніках 7-го століття стосовно народу ямато (японців). Згідно з Вейським літописом, указ від 646 року заборонив джунші, але попри це, його продовжували практикувати протягом століть.
За часів сьогунату Токугава панував мирний час, битви й війни були рідкісними, і джунші стали звичним явищем серед слуг, навіть коли їхній пан помирав з природних причин або будь-яким іншим ненасильницьким способом. Не існувало фіксованих правил для джунші; це часто залежало від обставин, значущості пана, поваги, яку він мав до своїх слуг, а також від способу його смерті. Джунші можна було виконати в будь-якому випадку, незалежно від того, чи помер пан від хвороби, на полі бою, чи навіть якщо він наклав на себе руки.

## Приклади
Одним із прикладів дзюнші є самогубство семи слуг у 1607 році після смерті Мацудайри Тадайосі та Юкі Хідейясу. В інших випадках це траплялося з високопоставленими особами. Слідом за Токугава Хідетада помер один з його радників родзю, а в 1651 році, після смерті сьогуна Токугава Іеміцу, тринадцять його найближчих радників (у тому числі два родзю) покінчили життя самогубством, повністю змінивши баланс у раді й нав'язавши політичні погляди тим, хто залишився. Використання дзюнші поширилося настільки, що деякі даймьо заборонили його. У 1661 році клан Саґа оголосив його незаконним, а згодом четвертий сьоґун Токуґава Іецуна включив його до буке сьохатто (законів для родин воїнів) у 1663 році. Однак сьогунат вважав джунші засобом обмеження заколотів. Виконання закону було суворим і, в японській манері, покладало провину на сина або наступника померлого володаря, смерть якого стала причиною самогубства. З усім тим, висловлюючи свою вірність своєму панові, слідуючи за ним у смерті, слуги могли серйозно підірвати кар'єру його наступника і призвести до повного розорення домену, якщо влада вирішить конфіскувати вотчину. Проте практика продовжувалася. У 1668 році, після смерті даймьо Окудаїри Тадамаси, один з його васалів покінчив життя самогубством. Щоб покарати його, сьогунат стратив дітей самогубця, вигнав інших членів його родини, а наступнику Окудайри надав менший уділ. Так тривало аж до повторної заборони у 1683 році. Така практика перевидання законів, особливо щодо заборон, вказує на те, що правило не було загальновизнаним і не було ефективно застосоване.
У 1634 році, коли володар Сатаке Йошінобу помирав, один з його самураїв, що проживав в Едо, повідомив своїм васалам, що він не хоче, щоб вони слідували за ним у смерті, попри те, що «в нашому сучасному суспільстві поширено тяти себе після смерті господаря. І багато хто вважає цей вчинок почесним (хіромічі)».
Крім того, коли у 1636 році помер відомий воєначальник Дате Масамуне, п'ятнадцять самураїв покінчили життя самогубством. У цьому конкретному випадку шестеро з них були непрямими васалами, чиї господарі вирішили наслідувати Дате у смерті.
Після смерті володаря Набесіми Кацушіґе у 1657 році тридцять шість його самураїв наклали на себе руки.

Один з недавніх прикладів — випадок генерала Ногі Маресуке, героя російсько-японської війни 1904-1905 років. Коли похоронна процесія імператора Мейдзі покинула Імператорський палац у Токіо, країна дізналася, що Маресуке покінчив життя самогубством разом зі своєю дружиною. Він розтяв собі живіт себе за давньою самурайською традицією джунші, щоб наслідувати свого володаря у смерті. Американський історик Керол Глюк зазначає:
«На перший погляд, неможливо, щоб один з найвідоміших діячів Японії часів Мейдзі міг вчинити дзюнші [...] У країні, яка переживала період модернізації, солдат, яким всі захоплювалися [...], дотримувався традиції, оголошеної сьогунатом незаконною в 1663 році через її архаїчність».
Іноуе Тецуджіро розглядав самогубство Маресуке як привід для святкування, попри те, що, з точки зору суспільства, це була насамперед втрата великої людини й джерело скорботи для багатьох. Він також додав, що джунші Маресуке «продемонстрував силу бушідо і довів, що самогубство може мати надзвичайний вплив в Японії».
Джунші іноді пов'язують з гомосексуальними стосунками (гомосексуалізм в Японії) між господарем і васалом. Даймьо домена зазвичай наймав багато пажів, але їхні стосунки не завжди були сексуальними, хоча такі зв'язки вважалися нормальними у житті воїна. Коли ці хлопчики ставали дорослими, їх часто призначали довіреними політичними радниками, яким пан повністю довіряв, і вони швидко просувалися службовими щаблями. Нерідко колишні коханки правителя накладали на себе руки після його смерті. У цих випадках джунші уособлювали союз смерті та кохання, загорнутий в офіційну ідеологію самурайської вірності. Філософ Ямага Соко, який спочатку був відомий своїм сучасникам як вправний військовий стратег, значну частину своїх праць присвятив питанню переосмислення самурайського стану. Відчуваючи себе далеким від стосунків між вчителем та учнем, Соко відкидав моральну легітимність джунші, вважаючи його результатом кількох гомосексуальних зв'язків.